# 輪之内アポロンスタジアム
輪之内アポロンスタジアム（わのうちアポロンスタジアム）は、岐阜県安八郡輪之内町にある輪之内町プラネットプラザの野球場である。管理運営は輪之内町が行っている。
グランドの面積は広島市民球場と同等あり、屋根付きの観覧席、バックネット裏には記者室などが設備されているため各種公式戦での利用が可能である。内野スタンドは芝生席で、正面スタンドの中腹には遊歩道などが設けられているほか、内野席裏を中心にツツジなどの植栽が施されている。輪之内町プラネットプラザ内ということもあり、遠足やレクリエーションなど野球以外での使用も多い。国体にも使用された。

## 概要

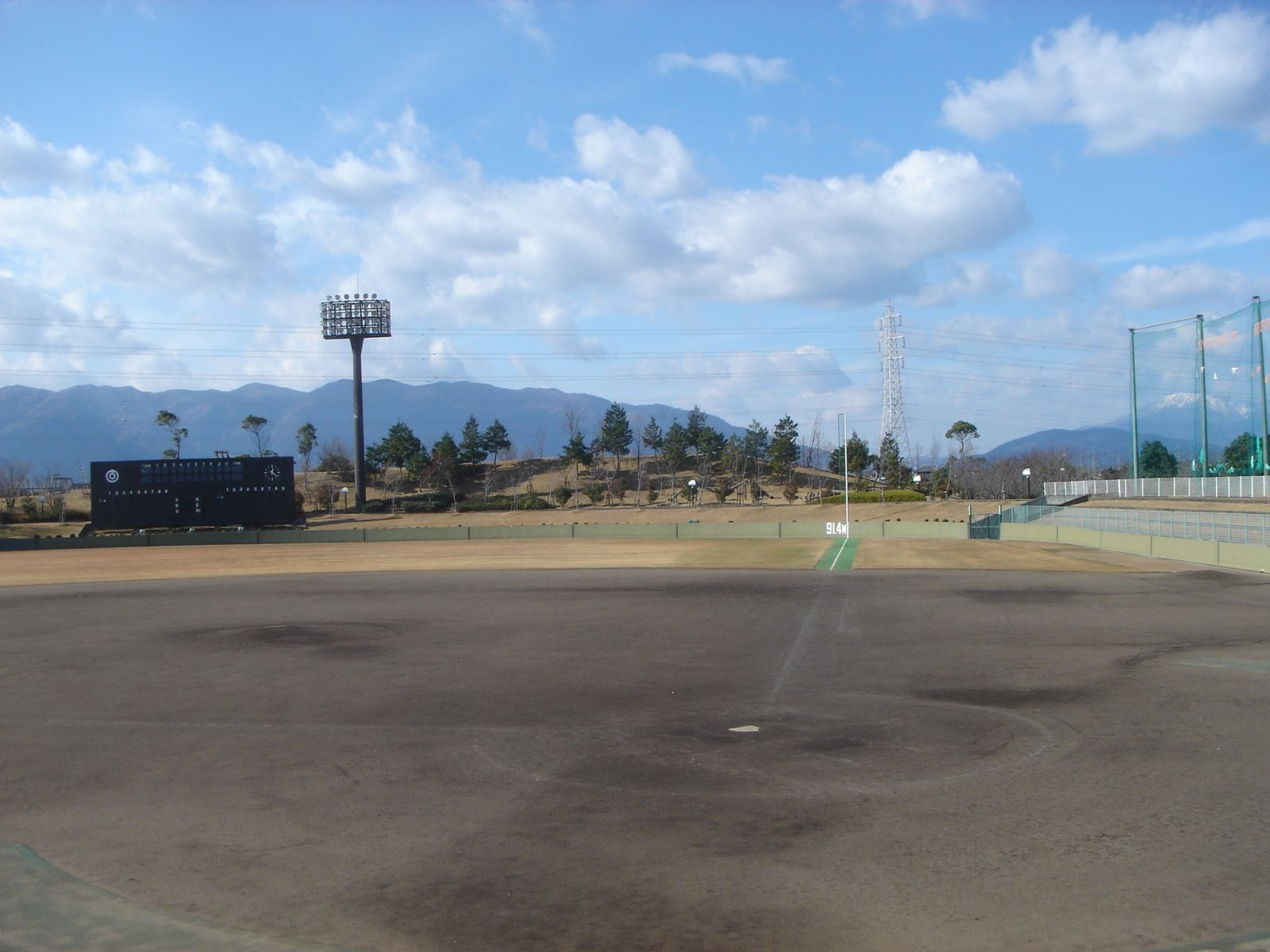
2007年撮影

内野は土、外野は天然芝（ファウルラインは人工芝）。
- 両翼 91.4m
- 中堅 118.9m
- 収容人員 メインスタンド（固定席）500人、内野スタンド（芝生席）1,500人
- 照明塔 4基
- 磁気反転式および手書き式スコアボード

## 所在地
- 住所：〒503-0212 岐阜県安八郡輪之内町中郷新田1470

## アクセス
- JR大垣駅南口2番乗り場より、名阪近鉄バス「輪之内文化会館」下車徒歩2分。